# Omicron lubricum
Omicron lubricum är en stekelart som beskrevs av Giordani Soika 1978. Omicron lubricum ingår i släktet Omicron och familjen Eumenidae. Inga underarter finns listade i Catalogue of Life.